# Callithomia wellingi
Callithomia wellingi är en fjärilsart som beskrevs av Fox 1968. Callithomia wellingi ingår i släktet Callithomia och familjen praktfjärilar. Inga underarter finns listade i Catalogue of Life.